# Mac Dugall
Mac Dugall är en kulle i Antarktis. Den ligger i Västantarktis. Argentina, Chile och Storbritannien gör anspråk på området. Toppen på Mac Dugall är 9 meter över havet.
Terrängen runt Mac Dugall är kuperad. Havet är nära Mac Dugall österut. Trakten är glest befolkad. Närmaste befolkade plats är Esperanza Base, 7,8 kilometer norr om Mac Dugall.